# 旧多摩聖蹟記念館
東京都多摩市立旧多摩聖蹟記念館（とうきょうとたましりつ きゅうたませいせききねんかん）は、東京都多摩市連光寺にある歴史的建造物・展示施設。東京都立桜ヶ丘公園内に所在する。
前身として、1930年（昭和5年）に「多摩聖蹟記念館」設立。当地への明治天皇の行幸を記念したものであり、1987年（昭和62年）、現在の「東京都多摩市立旧多摩聖蹟記念館」へと改修・改称された。多摩市指定文化財及び東京都景観上重要な歴史的建造物に指定されている。
尚、聖蹟（聖跡）とは、時の天皇が行幸した地の呼称であり、連光寺における「明治天皇聖蹟保存運動」についても下記に触れる。

## 概要
本施設は、1930年（昭和5年）11月9日に「多摩聖蹟記念館」として開館し、1987年（昭和62年）、多摩市への寄付と改修を経て、「東京都多摩市立旧多摩聖蹟記念館」としてリニューアルされた。
前身となる記念館は、1881年（明治14年）2月、明治天皇が連光寺村の向ノ岡（現：東京都多摩市連光寺）に行幸し、翌年から1917年（大正6年）までに、当地の名望家・富澤政恕が「連光寺村御猟場」として運営を勤めたことに由来する。又、1927年（昭和2年）に大正天皇が都内の武蔵陵墓地に埋葬されたことで、伏見桃山陵（京都府）に埋葬されていた明治帝を偲ぶ施設を関東に設立することも目的とされた（詳細は後述の「明治天皇聖蹟保存運動」を参照）。
本記念館を内在させる桜ヶ丘公園の園内は、主に3つの雑木林の丘である「谷戸の丘」、「こならの丘」、「大松山」で構成され、当記念館は、特に標高の高い大松山に所在する。
関根要太郎と蔵田周忠が設計し、施工は大倉土木株式会社（延べ工事人員5870人）による、近代式鉄筋コンクリート造り、両袖の付いた円形の大殿堂である。オーストリアのウィーン分離派とドイツのユーゲント・シュティールと呼ばれる建築デザインの影響が見られ、多摩地区の近代建築の中でも大変貴重なものとされている。尚、要太郎・周忠の作品で唯一現存するものとされる。
1968年（昭和43年）11月3日、明治維新100周年を記念して「明治維新五賢堂」を併設。
1986年（昭和61年）6月24日、多摩市指定文化財に指定され、同年、財団法人多摩聖蹟記念会から多摩市に寄贈され、翌年に改修・改称となった。2002年（平成14年）11月28日には、記念館が「東京都の特に景観上重要な歴史的建造物等」、2022年（令和4年）11月9日には、「日本におけるモダン・ムーブメントの建築」（DOCOMOMO JAPAN）に選定されたことから、選定プレート贈呈式も開催された。
現在では、当施設に関する問い合わせ先を多摩市教育興進課文化財係としており、展示品の所蔵も多摩市教育委員会所蔵として扱われる。
記念館館内で企画展の実施もある中で、2017年7月には、『明治天皇騎馬像』を目前に館内初のオーケストラコンサートが開演され、また、2019年（令和元年）5月には、京王電鉄から「天皇陛下御即位記念乗車券」に記念館の写真が採用されるなど、新しい試みが施策されながらも、当地の歴史を顧みる温故知新のランドマークといえる。

### 営業情報
有料だが、ギャラリーとしても利用可能。
- 建物面積：397.19平方メートル
- 構造：鉄筋コンクリート造、地上1階建、高さ約11メートル
- 開館時間：10:00 - 16:00
- 入館料：無料
- 休館日：毎週月・水曜日（但し、国民の休日に当たる場合はその翌日）、年末年始
- 交通アクセス
  - 京王電鉄・聖蹟桜ヶ丘駅または京王永山駅、小田急電鉄・小田急永山駅からバス「記念館前」下車、徒歩約5分[12]

## 沿革
前身である多摩聖蹟記念館の設立は1930年（昭和5年）11月9日だが、この以前の明治帝行幸を含めた沿革は以下の通り。詳細は、「明治天皇聖蹟保存運動」を参照。

### 明治
- 1860年 - 富澤政恕ら村民が、連光寺村の向ノ岡周辺（現：対鴎台公園）に約350本の桜の木を植樹。
- 1873年 - 台東区浅草橋場の隅田川西岸に建つ三条実美の別邸・対鴎荘に明治天皇が来訪。
- 1881年 - 2月、明治天皇が初めて連光寺村に行幸。同年6月にも再訪。
- 1882年 - 2月、明治天皇が再訪。宮内省が当地を御遊猟場に指定。
- 1883年 - 御遊猟場の正式名称が「連光寺村御猟場」と定められ、富澤政恕が運営に任命される。
- 1884年 - 3月、明治天皇が再訪。天皇・皇后による3首が詠まれ、のちに御製碑が建立される。
  - 明治天皇御製「春ふかき 山の林に きこゆなり けふをまちけむ 鶯の聲」
  - 昭憲皇太后御製「春もまだ 寒きみやまの 鶯は みゆきまちてや 鳴きはじめけむ」
  - 昭憲皇太后御製「兎とる 網にも雪の かかる日に ぬれしみけしを 思ひこそやれ」
- 1886年 - 富澤邸敷地内に、天皇・皇族の休憩・宿泊用として「御休所」を建設。
- 1907年 - 富澤政恕が死没。享年84。
- 1912年 - 明治天皇が崩御。大正へ改元。

### 大正
- 1914年 - 富澤政賢らが「御遺蹟保存会」を発足。
- 1917年 - 連光寺村御猟場が廃止。
- 1925年 - 行幸を記念した「行幸橋」を設置。

### 昭和
- 1927年 - 『国民新聞』にて、連光寺村御猟場の売地広告を掲載。御遺蹟保存会の公園計画に田中光顕が参加。
- 1928年 - 「聖蹟奉頌連光会」（名誉会長：田中光顕）を発足。
  - 11月18日、大松山（現：桜ヶ丘公園園内・記念館付近）に「御製碑」を建立。
  - 12月、台東区浅草に所在していた三条実美別邸・対鴎荘が寄贈される。（翌年5月に移築）
- 1929年 - 5月、三条実美元別邸・対鴎荘を移築（現：対鴎台公園）。10月12日、「多摩聖蹟記念館」起工。
- 1930年 - 6月26日、「多摩聖蹟記念館」竣工。

- 1930年 - 11月9日、「多摩聖蹟記念館」開館式を実施。
  - 同日、「聖蹟奉頌連光会」から「多摩聖蹟記念会」へ改称。
  - 記念館内では、『明治天皇騎馬等身像』が安置され、移築した三条実美元別邸・対鴎荘も一般公開。
- 1933年 - 「明治天皇連光寺御小休所」（富澤邸・敷地）・「明治天皇行在所対鴎荘及旧阯」が国の史蹟へ指定。
- 1934年 - 富澤政賢が死没。
- 1935年 - 富澤邸敷地に「明治天皇連光寺御小休所」石柱を建立。
- 1939年 - 田中光顕が死没。享年95。
- 1940年 - 向ノ岡（現：対鴎台公園）に「向ノ岡御野立所碑」・「御駒桜碑」を建立。
- 1948年 - 「明治天皇連光寺御小休所」・「明治天皇行在所対鴎荘及旧阯」が国の史蹟指定を解除。
- 1950年 - 記念館所在地周辺が、「東京都立多摩丘陵自然公園」として自然公園に指定。
- 1968年 - 11月3日、明治百年記念事業として、記念館近くに「明治維新五賢堂」の建立式を実施。
- 1970年 - 行幸を記念した「行幸橋」が架け替えられる。
- 1984年 - 記念館所在地が「都立桜ヶ丘公園」として開園。
- 1986年 - 多摩聖蹟記念館が、多摩市指定文化財に指定。
  - 同年、財団法人多摩聖蹟記念会から多摩市へ寄贈。「東京都多摩市立旧多摩聖蹟記念館」へ改称。
- 1987年 - 旧多摩聖蹟記念館が改修・リニューアルオープン。
- 1988年 - 三条実美元別邸・対鴎荘が土地開発のために取り壊される。
  - のちに跡地の一部が「対鴎台公園」、園最寄りのバス停「対鴎荘前」として名残り、対鴎荘の復元模型を記念館が所蔵。
  - 同園内に、石柱「明治天皇行幸所對鷗荘」・「明治天皇連光寺御小休所」、「向ノ岡御野立所碑」、「御駒桜碑」が現存。

### 平成
- 1990年 - 5月、富澤家当主・富澤政宏が、多摩市に富澤邸を寄贈・復元。
  - 富澤邸は多摩中央公園に移築され、旧富澤家古民家住宅として保存される。
- 2002年 - 11月28日、記念館が「東京都の特に景観上重要な歴史的建造物等」に指定。
- 2017年 - 記念館にて、初となる「クラシックコンサート」を開催。

### 令和
- 2019年 - 京王電鉄にて、「天皇陛下御即位記念乗車券」を販売。記念館の写真が使用される。
- 2022年 - 多摩聖蹟記念館が、「DOCOMOMO JAPAN選定 日本におけるモダン・ムーブメントの建築」に選定。

## 常設展示

### 旧多摩聖蹟記念館
- 『明治天皇騎馬像[注釈 1]』（作：渡辺長男、1930年）[7]
  - 1881（明治14）年2月・明治天皇30歳頃をモデルとして、肋骨付きの陸軍服を着用、御料馬[注釈 2]・金華山号[注釈 3]に騎乗[14]。高さ3メートル[15]。多摩市教育委員会所蔵[9]。
- 『坂本龍馬肖像』（画：公文菊僊）[14][15]
  - 前身となった記念館の運営母体であった「多摩聖蹟記念会」の発起人田中光顕が収集。
- 『基礎工事』（画：堀田清治、1930年頃）[7][15]
  - 前身となった記念館の基礎工事風景を描いた絵画。
- 「対鴎荘の復元模型」[15]
  - 記念館の前身となった記念館設立時、三条実美の元別邸が寄贈・移転・一般公開されていた名残として、館内に模型を設置（詳細は「三条実美#関連史跡」を参照）。
- 他、多摩の植物の写真や狸の剥製[15]、光顕が収集した幕末・維新期の掛軸・書状、武士・公家・画家などによる作品など[7][14]。

### 明治維新五賢堂
- 『明治天皇立像』（制作：小金丸幾久、1967年）[6][16]
  - 元は記念館に所蔵されていたが、多摩市寄贈・改修の際に移される。
- 『五賢人胸像』（監修：北村西望、制作：小金丸幾久、1967年）
  - 向かって右から木戸孝允像、岩倉具視像、三条実美像、大久保利通像、西郷隆盛像が安置される[6][7]。
  - 上記5名を「新日本の建設に偉勲を樹てた」五賢とした胸像[7]。五賢堂建設委員の委員長が岩倉具栄[注釈 4]であり[7]、吉田茂の「維新の大業は西郷南洲なくして語ることができない」との勧めから[6]、伊藤博文ではなく西郷隆盛を五賢人と扱うことを特徴とする。尚、五賢人容貌は親近者に確認しながら制作したため、実際に近いものとされる[7]。

### その他（園内に付帯）
- 明治天皇御野立所の碑
  - 『連光聖蹟録』（聖蹟奉頌連光会、1928年）発行時点では、大松山（現：旧多摩聖蹟記念館）に立つと記載される[17]。この碑は、現在も園内外に複数立っていた[18]。「大松山御野立所」とも称され、石碑として記念館構内の入口付近に立ち[19]、現存している[4]。
- 御製碑
  - 1928年11月18日、大松山（現：旧多摩聖蹟記念館）に、兎狩で詠まれた以下3首を田中光顕の謹書により建立[20][3][21]。
    - 「春ふかき 山の林に きこゆなり けふをまちけむ 鶯の聲」（明治天皇御製、1884年）
    - 「春もまだ 寒きみやまの 鶯は みゆきまちてや 鳴きはじめけむ」（昭憲皇太后御製、1884年）
    - 「兎とる 網にも雪の かかる日に ぬれしみけしを 思ひこそやれ」（昭憲皇太后御製、1884年）
- 宇宙桜[22]
  - 2008年に飛び立ったスペースシャトル「エンデバー」に搭載された桜木の種子が、実験棟「きぼう」・若田光一飛行士を介して、翌年に戻ってきた。多摩商工会議所もこのプロジェクトに参加していたことから、園内に記念植樹されている。

## 広報誌・関連書籍
1988年4月より、旧多摩聖蹟記念館に関連する情報を掲載した広報誌「雑木林」（隔月1回1日）が発行されている。同誌は、多摩市植物友の会や都立桜ヶ丘公園の協力のもと、多摩市教育委員会教育振興課の名義で発行される。
2005年3月には第1号から第100号までを合冊製本したものが出版された。

## 明治天皇聖蹟保存運動

### 連光寺村御猟場
1860年（万延5年）、連光寺村の旧名主・富澤政恕は、向ノ岡の桜が老木となったことから、村民と共に約350本の桜の木を植樹する。
1881年（明治14年）2月、明治天皇が初めて村・向ノ岡に行幸した。明治帝は、八王子周辺を遊猟後の急な来訪だったが、政恕と長男・富澤政賢らが応接し、明治帝は富澤邸に滞在することになる。当時20歳余りの政賢が案内役を務め、大松山（現・桜ヶ丘公園）などの山々を散策し、多摩川（現在の多摩市立多摩中学校付近）で兎狩りを観覧した。同年6月にも、鮎漁のために再訪している。
1882年（明治15年）、2月に明治帝が再訪し、同年、宮内省が御遊猟場に指定。翌年にも3月に明治天皇が再訪し、同年、正式名称を「連光寺村御猟場」と定め、運営に政恕が任命される。1917年（大正6年）の御猟場廃止までに、英照皇太后、昭憲皇太后、大正天皇、昭和天皇の行啓もあり、兎狩・鮎漁の観覧、栗・きのこ拾いなどを楽しんだという。尚、1889年（明治22年）には、当地を含めた8村が合併し、多摩村連光寺となっている。

### 御遺蹟保存会
1914年（大正3年）、御猟場廃止に先んじて、富澤家が「御遺蹟保存会」を発足。父・政恕の死没後に運営を引き継いでいた政賢は、御猟場の廃止後、当地における「明治天皇聖蹟保存運動」に尽力していく。政賢は、この跡地を自然公園にする計画を立案していた。尚、1919年（大正8年）に公布された「都市計画法」により、都内では三多摩地域を対象として、当地よりも都心から離れる高尾山を観光地として売り込む時流であり、当地周辺としては、命名されたばかりの現・桜ヶ丘に遊園地の計画があった。
『国民新聞』（1927年2月発行）にて、御猟場跡地約3万坪の売地広告が掲載されたことで、元宮内大臣・田中光顕が、当地の実地調査に乗り出す。この頃の光顕は、維新志士や明治帝側近の経歴を持つものの、政界や華族社会から敬遠されながら、倒幕以降の皇室を知る存在として民間の注目を浴びている。1925年（大正14年）に玉南鉄道（現：京王電鉄）の東八王子・府中間が開通したこともあり、光顕には、京王電気軌道（現：京王電鉄）の資金援助・協力を得て、聖蹟を中心とする観光開発構想があった。又、浅川村（現：八王子市）に武蔵陵墓地の建設・大正天皇の埋葬で聖地化した参拝者も見据えた多摩一帯の開発まで念頭とされる。
1928年（昭和3年）、連光寺村御猟場の存在を知らしめることを聖蹟保存運動の足掛かりとし、保存会の面々は、聖蹟としてのPR活動に注力した。この頃の政賢は、多摩村村長として活動していた。主だった活動例としては以下の通りである。
- 同年1月、写真週刊誌『アサヒグラフ』（同月25日号）にて、御猟場跡地の明治天皇御遺蹟の記事を掲載[33]
- 同年2月、ラジオ放送（同月19日放送）にて、明治天皇の行幸について講演[34]

### 聖蹟奉頌連光会
1928年（昭和3年）4月8日、光顕を名誉会長として、政賢・児玉四郎・宮川半助らと「聖蹟奉頌連光会」を発足。単に連光会とも呼称され、政賢らが光顕の協力を得て設立したともいわれる。所在地は代々幡町（現・渋谷区）笹塚であった。連光寺における天皇行幸と皇太后行啓について、「聖蹟を永遠に保存し、その洪大なる余光・余声の跡をあまねく国民に周知せしめ、もって聖徳の奉頌・尊皇心の涵養に資せんことを期す」ことを目的とした。又、明治帝所縁の地として、台東区浅草橋場の隅田川西岸に建っていた三条実美別邸・対鴎荘があり、この建築物が同会へ寄贈されたことで、翌年に移築・竣工している。尚、当時の時世としては、『新選組始末記』（著：子母澤寛、万里閣書房、1928年）の出版、祖父が新選組と縁深かった秩父宮雍仁親王妃の婚儀など、幕末期の新選組について見直された。
この運営の中で、光顕は、宮中の御歌所長に明治帝の御製調査を依頼すると、1884年（明治16年）5月、連光寺兎猟の際の歌「春ふかき 山の林に きこゆなり けふをまちけむ 鶯の聲」が見つかる。この御製は宮中秘蔵の御全集にのみ残る、未公表の貴重な歌であり、同年6月、光顕の謹書によって『連光聖蹟録』（聖蹟奉頌連光会、編：児玉四郎）に掲げた。同書によると、聖蹟に関連のあるものとして、富澤邸、御駒桜、行幸橋、明治天皇御野立所の碑も挙げられている。詳細は以下の通り。
- 富澤邸（現：多摩中央公園園内所在） - 政恕・政賢親子の居宅。
- 御駒桜（みこまざくら） - 向ノ岡にあり、行幸時に明治帝の御料馬[注釈 9]・金華山号[注釈 10]が繋がれた桜木[38][39]。侍従・藤波言忠が命名[40]。1940年（昭和15年）、皇紀2600年を記念して「御駒桜碑」、明治帝行幸時に仮小屋を建て昼食所となった場所として「向ノ岡御野立所碑」を建立（現：対鴎台公園、光顕の謹書）。現在、桜木は現存しないが、「御駒繋ぎ桜」（画：跡見玉枝[注釈 11]、1940年）が明治神宮へ奉納された記録が残っている[41][42][注釈 12]。
- 行幸橋（みゆきばし[43]） - 明治帝崩御と御猟場廃止後の1925年（大正14年）、関戸から連光寺への道程に掛けられる[38][44]。当時は神奈川県管下のため、神奈川県令・沖守固が命名[38]。1970年（昭和45年）に架け換えられ[43]、現存する。
- 明治天皇御野立所の碑 - 同書発行時点で大松山（現：旧多摩聖蹟記念館）に立つ[17]。詳細は「展示・所蔵」を参照。

又、地域の聖蹟化の進行に伴って、明治帝の騎馬像制作、その安置場所として、大松山（現：桜ヶ丘公園）に記念館建設計画が持ち上がった。この騎馬像は、記念館の完成に合わせ、光顕の依頼で渡辺長男によって制作されると、現在も『明治天皇騎馬等身像』として記念館に安置されている。京王電気軌道は、この建設計画による乗客増加を見込み、建設委員会が結成されると、光顕・政賢・半助・四郎のほか、京王電気軌道（現：京王電鉄）の井上篤太郎・渡辺孝も参加する。
1928年（昭和3年）8月、記念館の設計を関根要太郎の率いる関根建築事務所に依頼。同所の計画案は、東西の尾根に列柱の回廊を置き、建物北側に噴水を設け、山の斜面に巨大な階段を設置するもので、建設資金は寄付で賄う予定だった。
1929年（昭和4年）10月12日に起工したが、世界恐慌の影響を受けたことで、予算10万円の本館のみへ規模を縮小。当時の日帰りハイキングや史蹟巡りブームに乗じた、京王線利用による武蔵陵墓地・高尾山・聖蹟記念館の巡回を期待していたこともあり、京王電気軌道（現：京王電鉄）が建設資金を立て替える。尚、光顕は同時期に類似の青山文庫（高知県）、常陽明治記念館（茨城県）の設立にまで関わっていた。
1930年（昭和5年）6月26日、竣工。記念館設計者の要太郎と蔵田周忠、工事請負は大倉土木（現：大成建設）による、近代式鉄筋コンクリート造りの円形大殿堂であった。尚、建設費未払いのために要太郎らからの訴訟を受けるも、三菱財閥総帥・岩崎小弥太からの資金援助を受けたことで完済できた。同年、後述の通り、記念館の開館と共に「多摩聖蹟記念会」へと改称する。

## 所有者の変遷

### 多摩聖蹟記念会
1930年（昭和5年）11月9日、「多摩聖蹟記念館」として開館し、改称した「多摩聖蹟記念会」が運営。この年の来館者数は1万8千人を超え、翌年から1936年（昭和11年）までの年間来館者数は3 - 4万人を数えた。政賢を中心とした記念館周辺の整備も進められ、1932年（昭和7年）には、光顕の90歳祝いで青年団・在郷軍人会による祝賀植樹記念会が大規模に実施された一方で、1934年（昭和9年）に政賢が死没する。
1933年（昭和8年）11月2日、富澤邸および敷地が「明治天皇連光寺御小休所」として、対鴎荘および隅田川沿いの旧阯が「明治天皇行在所対鴎荘及旧阯」として、国の史蹟に指定される。戦前における記念館は、一般企業の修養旅行や東京市内小学校の武蔵陵墓地や高尾山と共に定番の修学旅行先であり、建設中の1930年（昭和5年）5月にも、学習院輔仁会が初めて利用し、崇仁親王・朝香宮邦英・東久邇宮盛厚・久邇宮邦英ら皇族の参加もあった。しかし、戦後の1948年（昭和23年）、GHQ占領下において、天皇を崇拝するものとして『日本国憲法』の精神にそぐわないとされ、全国の明治天皇聖蹟とともに史跡指定を解除された。
1937年（昭和12年）、京王電気軌道（現：京王電鉄）が、記念館最寄りの関戸駅を「聖蹟桜ヶ丘駅」へ改称。京王電気軌道としては、記念館中心の遊園地化を進めようとしたが、この頃、光顕は「神州青年連光会」を組織するなかで、1933年（昭和8年）には「青年修行の大本山」として記念館の参観を実施。この当地利用における不一致から、京王電気軌道が手を引くものの、光顕は1939年（昭和14年）に死没してしまう。
1940年代に太平洋戦争へ突入すると、周辺地域の丘陵地には、立川付近の航空基地や造兵廠火工廠板橋製造所多摩分工場（現：多摩サービス補助施設）の防衛、都心への空襲に備えた防空部隊・陣地が駐留・布設されるようになる。連光寺の相談山にも布陣され、山上には、高射砲隊と照空隊が陣取っていた。東京空襲時には、当地の上空が爆撃機の通路であり、マリアナから伊豆半島・富士山を目標に飛来する爆撃機B29の編隊の飛来が目撃談として残る。この頃、周辺地域と同様に連光寺も爆撃されたが、大きな被害はなく、防空陣地や多摩分工場も無事だったという。記念館は、前述の通り、光顕没後で京王電気軌道（現：京王電鉄）の援助もなく、戦時中の運営に苦心するも、精神の発揚・修養のための施設として来訪者は多かった。
1950年（昭和25年）、記念館の所在地が、「東京都立多摩丘陵自然公園」に指定される。
1968年（昭和43年）、記念会は、全国的な明治百年記念事業の時流に乗り、記念館近くに「明治維新五賢堂」を建設。堂内には、明治維新で功績のあった岩倉具視・三条実美・木戸孝允・大久保利通・西郷隆盛を五賢として、小金丸幾久の作製したブロンズ胸像や明治帝の立像が設置された。しかし、戦後は記念館の来訪者も減り、記念会も休眠状態で、周辺の宅地開発が盛んになると、一部理事らが記念館の土地の売却を試みる。この動きに東京都は、1961年と1973年の二度にわたり土地の一部を買い上げたが、依然として建物周辺などの土地約1万㎡は記念会の財産として残された。
1970年代には、記念館が特撮番組の撮影場所となり、作中における研究所や悪のアジトなどとして登場したが、やがて、記念会の乱脈経営なども続き、残された土地は1970年代後半に売却されたり担保にされるなどした。記念館の老朽化も進み、取り壊しも検討されつつ、1984年（昭和59年）にその所在地が「都立桜ヶ丘公園」として開園した。

### 多摩市への寄贈
1986年（昭和61年）、記念館は多摩市指定文化財及び東京都景観上重要な歴史的建造物に指定される。多摩市教育委員会によれば、多摩地域の近代洋風建築の中で完成度が高く、最も優れたものとされた。
財団法人多摩聖蹟記念会から多摩市へ寄贈されたことで、市の管轄で改修・管理・運営を決定。記念館所蔵だった明治帝立像は五賢堂に移され、翌年には「東京都多摩市立旧多摩聖蹟記念館」としてリニューアルオープン。当施設は、「桜ヶ丘公園を訪れた人々の憩いの場」へと生まれ変わった。

## 当地が登場する作品
- 1970年代には仮面ライダーシリーズ他いくつかの特撮番組のロケ地として何度か使用されている。[53]